# Шпрехгезанг

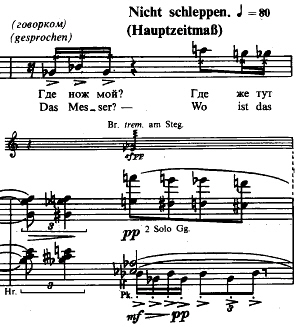
Берг «Воццек» (клавір опери, фрагмент III акту). У партії Воццека ноти, виконувані в техніці шпрехгезанг, позначені хрестиками на штилі, а також наперед авторської ремаркою gesprochen (говіркою)

Шпрехгезанг (нім. Sprechgesang — мовний спів), Шпрехштімме (нім. Sprechstimme — мовний голос) — техніка співу, при якій точно дотримуються ритмічні тривалості (зафіксовані в нотах), а лінія висоти звуку не витримується, хоча рельєф мелодії (в разі, якщо він нотований) — перебування на одній висоті, низхідний або висхідний рух — в цілому дотримується.

Вокальну декламацію Шпрехгезанг, що поширилася в авангардній музиці XX століття, вперше застосував Енгельберт Гумпердінк у своїй мелодрамі «Королівські діти» (нім. Königskinder, прем'єра 1897; була перероблена в оперу, прем'єра 1910). Техніку шпрехгезанг активно впроваджував у своїх творах Арнольд Шенберг, найбільш послідовно — у вокальному циклі «Місячний П'єро» (1912), а також в операх «Щаслива рука» (1913, прем'єра 1924) і «Мойсей і Арон» (не закінчена, прем'єра 1957), в кантаті «Вцілілий з Варшави» (1947). У передмові до «Місячним П'єро» Шенберг писав, що мелодія, зазначена у вокальній партії з діагональним перекреслення штилів, 
 . . . не призначена для співу. Завдання виконавця — перетворити її в мовну мелодію (Sprechmelodie), уважно поставившись до позначеної висоті звуків. Для цього виконавцю необхідно: 
1. Витримувати ритм так само точно, як у співі, тобто зі свободою не більшою, ніж він може дозволити собі у виконанні звичайної вокальної мелодії;
2. Ясно усвідомлювати відмінність між співочим звуком (Gesangston) і мовним звуком (Sprechton) — співочий звук твердо утримує висоту, а мовний, ледь її позначивши, одразу ж покидає, підвищуючись або знижуючись, при цьому висотні співвідношення окремих тонів слід у виконанні в цілому передавати.

Виконавець повинен остерігатися манери виголошення «на розспів». Це абсолютно не передбачається. З іншого боку, в жодному разі не слід прагнути й реалізму природної мови. Навпаки, відмінність між промовою звичайною і музично оформленою має бути виразною. Але остання ніколи не повинна нагадувати спів. 
 Крім Шенберга, шпрехгезанг в XX столітті застосовували Альбан Берг (в операх «Воццек» [прем'єра 1925] і «Лулу» [не закінчено, прем'єра 1 937]), Клаус Губер («Аскеза», для флейти, Sprechstimme і магнітофона, 1966), Бенджамін Бріттен (в опері «Смерть у Венеції», прем'єра 1973), Вольфганг Рим (в опері «Якоб Ленц», прем'єра 1979), Вальтер Циммерман (в циклі «Про користь відчуженості», нім. Vom Nutzen des Lassens, 1984) та інші композитори.
Оскільки інтонування висоти звуку шпрехгезангу композитором точно не визначено (як саме голос повинен «зачіпати» нотовану висоту, наскільки швидко залишати її і в якому саме напрямку, в нотах не уточнюється), інтерпретації виконавцями однієї і тієї ж вокальної партії шпрехгезангу відрізняються один від одного значно більше, ніж виконавські інтерпретації «звичайної» вокальної музики.